# Castello Alfonsino
Das Castello Alfonsino (auch Castel Rosso nach der Farbe der Carparo-Quader, aus denen es erbaut wurde, oder Castello di Mare) ist eine Küstenfestung auf der Isola di Sant’Andrea an der Einfahrt des Hafens von Brindisi in der italienischen Region Apulien. Die Festung hängt mit dem Forte a Mare (oder auch Forte di Brindisi), dessen Bau, der 1558 unter der Regentschaft von König Philipps II. von Spanien, dem Sohn von König Karl V., gut 46 Jahre dauerte.

## Beschreibung
Das Castello Alfonsino bedeckt den südlichen Felsvorsprung und hat eine unregelmäßige Form, die der Ausbildung des Bauplatzes folgt. Teile waren auch eingestürzt und wurden wiederaufgebaut. Im Inneren befindet sich ein Salon, der mit einem Waschbecken mit Steinpfosten verziert ist (16. Jahrhundert). Vom Ende des 15. Jahrhunderts stammen die beiden Bastionen, rund die nach innen und dreieckig die zum Meer hin.
Charakteristisch ist sein kleiner Binnenhafen, in den man durch eine Archivolte gelangt, die sich in der Mauer öffnet, die um 1577 als Verbindung des Baus des Hauses Aragón mit der spanischen Erweiterung entstand. Auf der einen Seite liegt die befestigte Anlage aus dem 15. Jahrhundert mit dem Portal, auf der anderen das sogenannte „Opera a Corno“ (dt.: Hornwerk), das dem Diktat der Festungsarchitektur des 16. Jahrhunderts folgt. Auch diese Seite besitzt ein Portal, das mit Wappen verziert ist.
Die Insel ist durch einen Damm mit dem Westufer verbunden, der der die Bocca di Puglia schließt, während sich zwischen der Insel und dem Südufer zwei Dämme erstrecken, die die Hafeneinfahrt auf eine Breite von 250 Metern begrenzen.

## Geschichte
Auf der Insel bestand spätestens seit dem 11. Jahrhundert die alte Benediktinerabtei Sant'Andrea all'Isola, die aber nach den Ereignissen des 14. und 15. Jahrhunderts, die die Stadt erschütterten, aufgegeben wurde. Von ihr gibt es nur noch wenige Überreste, insbesondere Kapitelle, die man im Museo Archeologico Provinciale Francesco Ribezzo in Brindisi sehen kann. Alfons V. von Aragón entschloss sich so 1445, einen ersten Turm als Vorposten zur Verteidigung des Hafens am Ende der Insel errichten zu lassen. Die Anlage wurde 1481 als „Castello Alfonsino“ nach Nordosten erweitert.
Von 1558 bis 1604 wurde ein guter Teil des Restes der Insel mit Bastionen überbaut („Forte di Mare“), sodass der letzte Teil mit einer Teilung des Felsens abgetrennt wurde, der als Burggraben fungierte und so ein komplexes System von Befestigungen zur Verteidigung der Hafeneinfahrt geschaffen wurde.
Mit dem „Forte di Mare“ sind verschiedene kriegerische Ereignisse verbunden, von denen der Angriff der 16 venezianischen Galeeren, die von der kurze Zeit vorher errichteten Artillerie überrascht wurden, und die französische Belagerung des Konterrevolutionärs Francesco Boccheciampe (1773–1799) im Jahre 1799 bekannt sind. Die Insel diente lange Zeit als Lazarett, später war sie in den Händen der Marina Militare, bis schwere Schäden am Mauerwerk durch einen Sturm zur Stilllegung 1984 führten.
Die lange und wichtige Phase der Restaurierung des inneren Komplexes ist kurz vor der Fertigstellung; schon wird die Anlage dennoch regelmäßig zur Besichtigung geöffnet und es finden dort kulturelle Veranstaltungen statt. Man streitet sich noch über die künftige Nutzung, ob als Museum, für Empfänge oder für Kongresse.